# Военное положение в Республике Корея (2024)
Военное положение в Республике Корея было объявлено президентом Республики Корея Юн Сок Ёлем 3 декабря 2024 года во время ночного обращения, транслировавшегося в прямом эфире телеканала YTN. В нём он обвинил главную оппозиционную «Демократическую партию» в симпатиях к КНДР и проведении «антигосударственной деятельности».
Спустя чуть более двух часов после введения режима военного положения президентом, Национальное собрание проголосовало за отмену режима. Впоследствии Юн Сок Ёль согласился отозвать указ о введении военного положения в стране в ходе заседания Кабинета министров, которое приняло соответствующее решение в 4:30 утра 4 декабря.
Это первый случай объявления военного положения в Республике Корея со времени военного переворота 1980 года, который был совершён следом за переворотом 1979 года, после убийства тогдашнего южнокорейского диктатора Пак Чон Хи и первый после демократизации в 1987 году. Это 17-е объявление военного положения с момента формирования правительства в 1948 году. Члены Национального собрания не обладают парламентским иммунитетом от судебного преследования и могут быть арестованы, если их поймают на совершении преступления.

## Предыстория

### Обзор
Юн Сок Ёль, член консервативной партии «Сила народа» и бывший генеральный прокурор Республики Корея, вступил в должность президента после победы на президентских выборах в 2022 году. Он известен своими крайне правыми политическими взглядами и сравнивается с президентом США Дональдом Трампом, бывшим президентом Бразилии Жаиром Болсонару и бывшим президентом Филиппин Родриго Дутерте.
Его администрация имела низкие рейтинги одобрения и с трудом добивалась реализации своей программы, поскольку парламент контролировался оппозиционной «Демократической партией». На парламентских выборах в апреле 2024 года оппозиция сохранила большинство, но ей всё ещё не хватало численности (200 из 300), чтобы объявить импичмент президенту.
Юн бойкотировал открытие нового созыва Национального собрания, несмотря на то, что президент традиционно выступает на этом мероприятии с речью. Юн также выступал против расследования скандалов, связанных с первой леди Ким Кон Хи и высшими должностными лицами.
Парламент, контролируемый оппозицией, объявил импичмент нескольким высокопоставленным прокурорам и отклонил проект бюджета, предлагаемый правительством, а также вынес на голосование проект импичмента государственному аудитору и генеральному прокурору. После этого Юн Сок Ёль заявил: «С приходом нашего правительства к власти парламент попытался провести импичмент 22 официальных лиц, 10 из них — с момента 22-го созыва Национального собрания в июне 2024 года. Такое неслыханно в мире и никогда не происходило с момента основания нашей страны!».
В сентябре 2024 года, за три месяца до введения военного положения, некоторые политики из «Демократической партии» предположили, что Юн готовит военное положение. Председатель партии Ли Чжэ Мён в своём выступлении 1 сентября сослался на «спекуляции о подготовке к введению военного положения». Ким Мин Сок, член Высшего совета партии, в том же месяце заявил: «У меня есть веские основания полагать, что консервативная администрация Юна разрабатывает план действий на случай непредвиденных обстоятельств для объявления военного положения». Администрация президента опровергла это утверждение, назвав его «беспочвенным». Лидер фракции «Сила народа» в парламенте Чу Гён Хо также отрицал возможность введения военного положения, заявив: «Такие теории [о военном положении] являются не более чем тактикой запугивания и пропагандой, основанной исключительно на воображении». Ким Ён Хёну во время слушаний по утверждению его кандидатуры на пост министра национальной обороны в Национальном собрании 2 сентября 2024 года члены оппозиции задали вопрос о том, объявит ли он военное положение. Он отверг это, заявив: «Я думаю, что разговоры о военном положении устарели, если оно будет объявлено, кто его примет? Как вы думаете, военные вообще будут следовать приказу?» В течение следующих трёх месяцев он планировал военное правление в рамках военного положения.

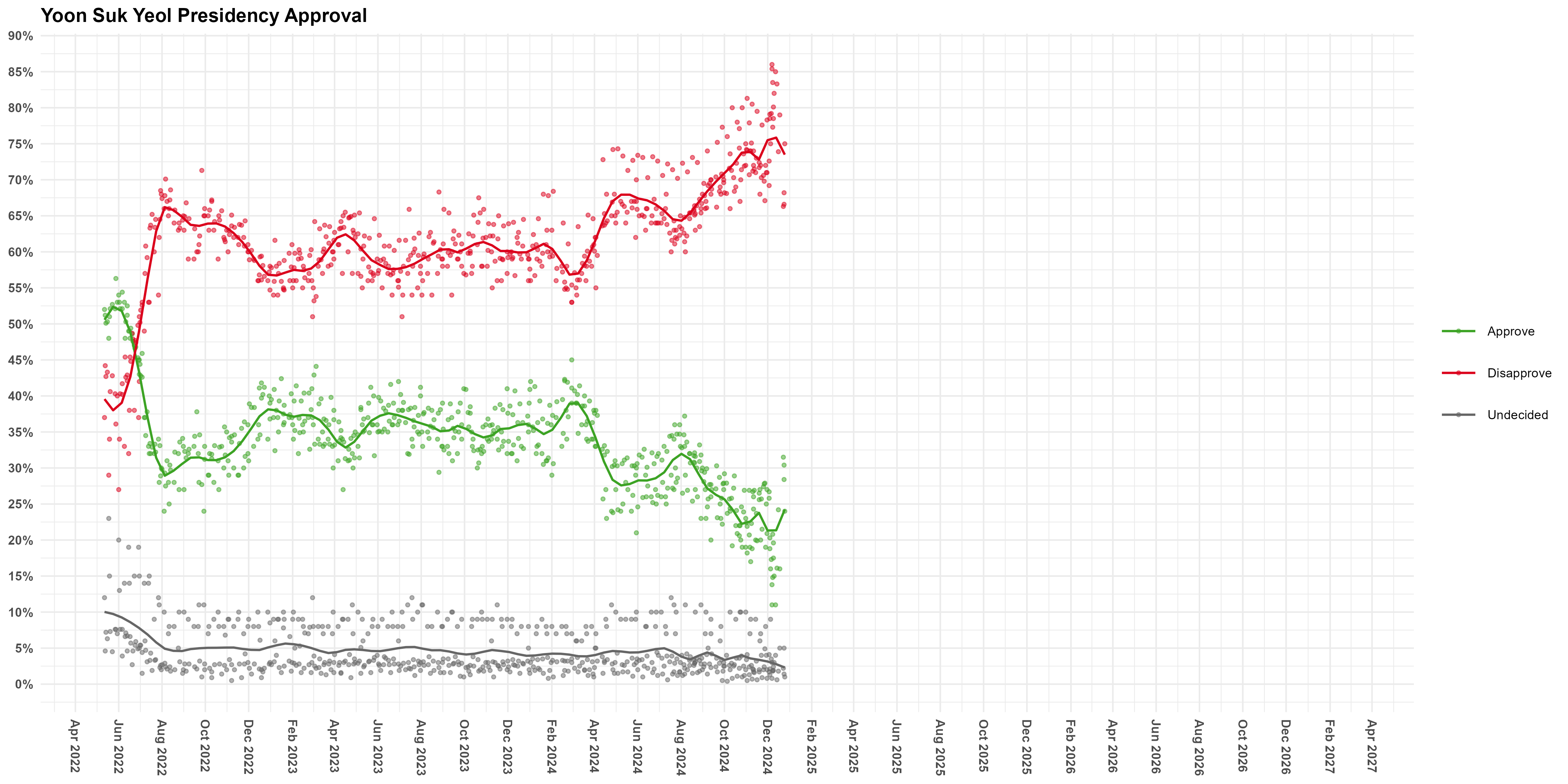
Рейтинги одобрения деятельности президента Юн Сок Ёля (в % от опрошенных):

«Фракция Чхунгам», людей из которой Юн назначил на высокие должности, сыграла роль в объявлении военного положения. Фракция включала в себя:
- Министра национальной обороны Ким Ён Хёна
- Командующего контрразведкой министерства обороны генерал-лейтенанта Ё Ин Хёна,
- Командующего Агентства безопасности обороны (известного как 777-е разведывательное командование) Агентства военной разведки генерал-майора Пак Чон Сона,
- Командующего обороной столицы генерал-лейтенанта Ли Джин У,
- Министра внутренних дел и безопасности Ли Сан Мина.

«Фракцию Чхунгам» сравнивают с «фракцией Ханахве» бывшего диктатора Чон Ду Хвана и его преемника Ро Дэ У.

### Провокации с КНДР
В мае 2024 года КНДР начала отправлять в Южную Корею воздушные шары, нагруженные мусором. В октябре КНДР обвинила южнокорейских военных в запуске беспилотников, разбрасывающих пропагандистские листовки, над Пхеньяном, однако южнокорейские военные заявили, что не могут подтвердить эту информацию.
В ноябре за неделю до объявления президентом Юн Сок Ёлем военного положения, депутат от «Демократической партии» Ли Ки Хон заявил, что тогдашний министр национальной обороны Ким Ён Хён дал чрезвычайно опасные инструкции председателю Объединённого комитета начальников штабов Ким Мён Су относительно северокорейских мусорных шаров. В нём говорилось: «Если из КНДР вылетит воздушный шар, сделайте предупредительный выстрел, а затем поразите стартовую точку». Если бы удар состоялся, а северокорейские военные отреагировали и разразилась локальная война, весьма вероятно, что военное положение было бы объявлено раньше.
9 декабря депутат от «Демократической партии» Пак Бом Ге заявил, что в середине октября по приказу тогдашнего министра обороны Ким Ён Хёна на Пхеньян были отправлены беспилотники. По словам Пака, это говорит о том, что экс-министр Ким, возможно, пытался спровоцировать локальный конфликт с КНДР.

## События

### Подготовка к военному положению
В 17:00 (по корейскому времени) подразделения спецназа под командованием специального назначения армии Республики Корея, включая 707-ю группу специального назначения и 13-ю бригаду специального назначения, получили приказ подготовиться к действиям в изолированной местности. 707-й стрелковый пулемётный полк получил сообщение о необходимости подготовиться к проведению реальной операции с использованием вертолёта, а развёртывание будет осуществляться по приказу министра обороны. В качестве оправдания использовалось следующее: «Ситуация, связанная с Северной Кореей, серьёзная». Военный чиновник на условиях анонимности сообщил, что в то время не было никаких перемещений со стороны северокорейских военных, на которые обучены реагировать подразделения спецназа.
Сообщалось, что в 18:20 комиссар национальной полиции Чо Джи Хо получил приказ из президентской канцелярии «быть в режиме ожидания». На последующем расследовании комитета Национального собрания 5 декабря комиссар Чо заявил, что не знал о плане военного положения до его объявления. Однако, как показало расследование, около 19 часов вечера состоялась встреча комиссара полиции Чо Чжи Хо и начальника столичной полиции Ким Бон Сика с президентом Юном и министром обороны Ким Ён Хёном. В ходе встречи, которая проходила в конспиративной квартире в центре Сеула, им был вручен документ, в котором были перечислены ключевые места, включая Национальное собрание, которые потребуют контроля после введения военного положения.
В 21:50 вещательные сети получили сообщение: «Будет сделано чрезвычайное правительственное объявление, пожалуйста, подключитесь к прямой трансляции». Однако журналистам, освещающим работу президентской канцелярии, запретили входить в комнату для брифингов, где обычно проводятся такие трансляции.
В 22:17, по данным МВД, началось заседание Кабинета министров, которое продлилось всего 5 минут. По словам премьер-министра Хан Док Су, никто не согласился с идеей Юна, однако заседание кабинета министров было всего лишь формальностью.

### Объявление военного положения
3 декабря 2024 года в 22:22 по корейскому времени президент Республики Корея Юн Сок Ёль объявил военное положение. В своём выступлении по национальному телевидению Юн обвинил оппозицию в «попытке свергнуть свободную демократию» путём импичмента членов его кабинета и блокирования его бюджетных планов. Он также попросил граждан поверить в него и терпеть «некоторые неудобства». Это первый случай, когда в Республике Корея было объявлено военное положение с 1979 года, во время военной диктатуры Чон Ду Хвана.
«Корея таймс» сообщила, что премьер-министр Хан Док Су был отстранён от принятия решения, добавив, что этот шаг, по-видимому, был сделан после прямых контактов между президентом Юном и его министром обороны Ким Ён Хёном. Оба были названы «фракцией Чхунгам», поскольку Ким был старшеклассником Юна в старшей школе Чхунгам в Сеуле. Министерство обороны впоследствии идентифицировало Кима как человека, который предложил введение военного положения Юну во время заседания кабинета министров 3 декабря. Изначально сообщалось, что на заседании кабмина, которое состоялось незадолго до официального объявления военного положения, большинство из 19 его членов выступили «решительно против» решения, но были проигнорированы Юном. Однако впоследствии стало известно, что только министр финансов Чхве Сан Мок и министр иностранных дел Чо Тхэ Ёл открыто выступили против введения военного положения, в то время как остальные министры боялись перечить президенту, опасаясь за свою безопасность.
Согласно информационному агентству «Рёнхап», министр обороны Ким Ён Хён распорядился о встрече с председателем объединённого комитета начальников штабов Ким Мён Су. Юн назначил Пак Ан Су своим командующим военного положения.
При введении военного положения президент должен был немедленно уведомить Национальное собрание. При этом военное положение может быть отменено большинством голосов Национального собрания.
В 23:00 по корейскому времени представитель командования военного положения Пак Ан Су издал следующий указ о введении военного положения:
Командование военного положения объявляет следующее с 11 часов вечера 3 декабря 2024 года, чтобы защитить либеральную демократию от антигосударственных сил, действующих в свободной Республике Корея, и их угроз подорвать государство, а также обеспечить общественную безопасность.
1. Любая политическая деятельность, включая деятельность Национального собрания, местных советов, политических партий и политических объединений, митинги и демонстрации, запрещена.
2. Запрещены все действия, которые отрицают свободную демократическую систему или пытаются её свергнуть. Запрещено распространение фейковых новостей, манипулирование общественным мнением и ложная пропаганда.
3. Все средства массовой информации и публикации находятся под контролем командования по вопросам военного положения.
4. Забастовки, остановки работы и митинги, которые провоцируют социальный хаос, запрещены.
5. Врачи-стажеры и весь другой медицинский персонал, объявившие забастовку или покинувшие свои рабочие места, должны вернуться на свои рабочие места в течение 48 часов и добросовестно выполнять свою работу. Нарушители приказа будут наказаны в соответствии с Законом о военном положении.
6. Ни в чём не повинные рядовые граждане, за исключением антигосударственных и других подрывных сил, будут подвергнуты мерам, направленным на сведение к минимуму неудобств в их повседневной жизни.

Нарушители этого указа могут быть арестованы, заключены под стражу и подвергнуты обыску без ордера в соответствии со статьёй 9 Закона о военном положении (Полномочия командующего войсками по особым мерам) и будут наказаны в соответствии со статьёй 14 Закона о военном положении (Штрафы).

— Командующий военным положением генерал армии Пак Ан Су.
После этих заявлений военные вошли в здание Национального собрания, несмотря на попытки помощников «Демократической партии» остановить их. В ответ представители партии применили против них огнетушители и бросили по меньшей мере одну гранату со слезоточивым газом.

### Захват Национальной избирательной комиссии и студии Ким У Джуна

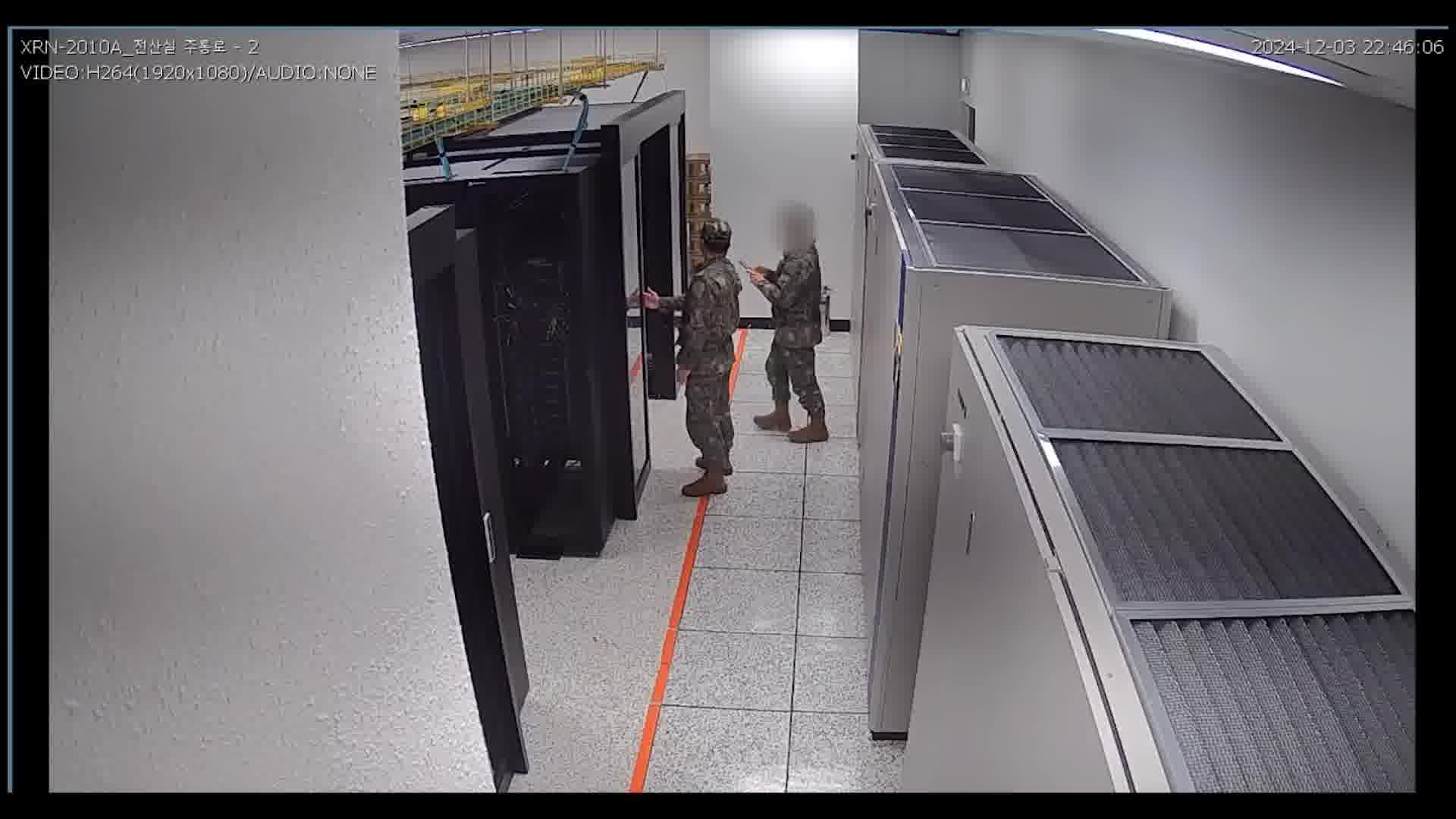
Кадры видеонаблюдения, на которых запечатлены военные в серверной комнате штаб-квартиры Национальной избирательной комиссии.

Уже через шесть минут после объявления указа о военном положении около 300 солдат были развернуты в штаб-квартире Национальной избирательной комиссии (НИК) в Квачхоне, в ещё одном офисе в Сеуле, а также в учебном центре в Сувоне. Таким образом, войска прибыли в эти места раньше, чем к Национальному собранию. 6 из 10 солдат военного положения, вошедших в Национальную избирательную комиссию, прошли в компьютерный зал на втором этаже и сняли на видео сервер системы списков избирателей. По словам бывшего министра обороны Ким Ён Хёна, перед войсками была поставлена задача «собрать доказательства фальсификации выборов». Ё Ин Хён, командующий военной контрразведкой, подтвердил, что избирательная комиссия и парламент были главными целями военных в ходе военного положения. По версии обвинения, тогдашний министр обороны Ким Ён Хен приказал разведке, контрразведке и спецназу захватить Национальную избирательную комиссию и уничтожить её серверы, арестовать около 30 сотрудников НИК, связать их верёвками, одеть на них маски и заключить в подземном бункере Субанса B-1.
Теория заговора о фальсификациях выборов распространялась последние месяцы среди крайне правых консервативных деятелей. Ли Джун Сок, бывший председатель «Силы народа», также рассказал, что одной из первых тем, поднятых президентом во время их первой личной встречи, была фальсификация выборов. Он обвинил президента Юна в «безумии» относительно теорий заговора. 12 декабря Юн заявил в своём очередном обращении к нации, что сетевая система Национальной избирательной комиссии (НИК) уязвима для кибератак и взлома, что привело к фальсификации выборов. Президент обвинил НИК в использовании конституционного иммунитета в качестве предлога для избежания проверки своей внутренней системы в 2023 году и заявил, что Национальная разведывательная служба обнаружила северокорейскую хакерскую атаку на систему. 13 декабря председатель Национальной избирательной комиссии Ро Тхэ Ак выразил шок после телеобращения президента Юн Сок Ёля о том, что парламентские выборы 2024 года были сфальсифицированы. Он назвал размещение войск на объектах избиркома в течение периода военного положения «неконституционным». Ро добавил, что «фальсификация выборов невозможна в нашей системе».
Помимо Национальной избирательной комиссии, войска вошли в студию YouTube-канала News Factory журналиста Ким У Джуна. Около 10 солдат заблокировали доступ к его студии вскоре после объявления военного положения, в то время как другое военное подразделение посетило его дом с ордером на арест. Сам Ким У Джун скрылся в неизвестном направлении. Целью военных также были сервера Flower Research, организации Ким У Джуна, проводящей опросы общественного мнения. По данным СМИ, президент Юн поручил генеральному комиссару полиции Чо Джи Хо захватить несколько организаций, включая штаб-квартиру телеканала MBC, критически освещавшего президентство Юна.

### Приказ об аресте и вероятном убийстве политических деятелей

#### Попытка ареста
Согласно показаниям заместителя директора Национальной разведывательной службы (НРС) Хон Чан Вона в Национальном собрании 6 декабря, президент Юн позвонил ему в 22:53 (по корейскому времени) 3 декабря и приказал сотрудничать с Командованием контрразведки министерства обороны (ККМО) для ареста политических оппонентов власти. Чиновник добавил, что Юн хотел «использовать этот шанс, чтобы арестовать их и уничтожить».
Хон дал показания о том, что генерал-лейтенант Ё Ин Хён, глава ККМО, позже передал ему список лиц, подлежащих аресту. В список вошли:
- Лидер «Демократической партии» Ли Чжэ Мён
- Спикер Национального собрания У Вон Сик
- Лидер правящей «Силы народа» Хан Дон Хун
- Депутат от «Демократической партии» Ким Мин Сок
- Лидер парламентской фракции «Демократической партии» Пак Чан Дэ
- Председатель Комитета по законодательству и правосудию Национального собрания Чон Чон Рэ
- Лидер «Корейской инновационной партии» Чо Гук
- Либеральный журналист Ким У Джун
- Бывший председатель Верховного суда Ким Мён Су
- Брат депутата Ким Мин Сока и лидер движения «Борьба со свечами» Ким Мин Ун
- Бывший председатель Национальной избирательной комиссии Квон Сун Иль

Лидер правящей пропрезидентской партии «Сила народа» Хан Дон Хун подтвердил, что он был в списке целей и что президент Юн планировал посадить арестованных политиков в тюрьму в центре заключения в Квачхоне. Заместитель директора Хон отказался выполнять приказы, сославшись на нехватку ресурсов и персонала у НРС для выполнения такого приказа. Сообщается, что Хон отреагировал на инструкции генерал-лейтенанта Ё, подумав, что президент сошёл с ума, и прекратил делать дальнейшие записи. Сообщается, что Ё изложил планы по аресту целей первого и второго уровня поэтапно, заключению их в учреждениях ККМО и проведению расследований.
Позднее Юн приказал уволить Хона с должности. В том же отчёте говорилось, что Хон получил приказ после того, как директор НРС Чо Тэ Ён отказался осуществлять аресты политиков.
Во время допроса полицией комиссар Национального агентства полиции Чо Джи Хо рассказал, что президент Юн Сок Ёль звонил ему по телефону шесть раз, чтобы отдать приказ об аресте законодателей во время военного положения. При этом Чо заявил, что не стал передавать приказ вниз по цепочке. Комиссар также заявил, что командующий контрразведкой генерал-лейтенант Ё Ин Хён просил его направить 100 следователей и отследить местонахождение 15 человек, включая лидера правящей «Силы народа» Хан Дон Хуна и лидера оппозиционной «Демократической партии» Ли Чжэ Мёна, но он приказал своим подчинённым отклонить эту просьбу. После отмены военного положения Чо сказал президенту Юну в телефонном разговоре, что ему «жаль, что всё так закончилось», а в ответ Юн заявил: «„Благодаря“ тебе, всё быстро закончилось».
13 декабря адвокат, представляющий комиссара Чо, заявил, что Юн также отдал приказ об аресте судьи Центрального окружного суда Сеула Ким Дон Хёна, который в ноябре 2024 года оправдал Ли Чжэ Мёна по обвинению в лжесвидетельстве.
14 февраля 2025 года издание The Hankyoreh сообщило, что в личной записной книжке бывшего руководителя Командования военной разведки Но Сан Вона содержались конкретные планы действий по аресту «около 500 человек», но они так и не были выполнены в ночь на 3 декабря. В список вошли «левые» судьи и знаменитости, в то время как там же было указано, что эти лица должны были быть «собраны» и отправлены в центры содержания под стражей. В дополнение к именам, указанным выше, в соответствии с указаниями командующего Ё Ин Хёна, в записной книжке были указаны следующие лица для ареста:
- Бывший президент Мун Чжэ Ин
- Лидер «Партии новых реформ» Ли Джун Сок
- Депутаты от «Демократической партии» Со Ён Кё, Ко Мин Джун, Юн Кун Ён, Чу Ми Э и Пак Бом Ке
- Бывшие начальники штаба президента Муна, Но Ён Мин и Им Чон Сок
- Судья Ю Чан Хун, отклонивший ходатайство прокуроров об аресте Ли Джэ Мёна в сентябре 2023 года
- Комик Ким Чже Дон
- Бывшая звезда футбола Чха Бом Гын — за просьбу о снисхождении к Чо Гуку
- Политический комментатор Ю Си Мин
- Бывший премьер-министр Ли Хэ Чан

#### Предполагаемый план убийства политиков
Телеведущий и видеоблогер Ким У Джун, которого должны были арестовать во время военного положения, рассказал 13 декабря на слушаниях Комитета по науке, ИКТ, вещанию и коммуникациям Национального собрания, что по приказу президента Юна был мобилизован отряд убийц. По его словам, властями планировалось убийство лидера правящей «Силы народа» Хан Дон Хуна, а обвинить в случившемся хотели шпионов КНДР. Согласно ещё одному плану, предполагалась организация нападения на транспортные средства, в которых к месту заключения перевозились на тот момент лидер «Корейской инновационной партии» Чо Гук, бывший глава Института демократии Ян Джун Чхоль и сам Ким У Джун. Эту операцию власти хотели представить как попытку КНДР спасти своих «сторонников». Схема также включала захоронение северокорейской военной формы в определённых местах, которые впоследствии «должны были быть обнаружены» и использованы для того, чтобы выставить КНДР виновницей. Изначально Ким У Джун сообщил об этом во время военного положения депутату Ким Бён Джу из оппозиционной «Демократической партии» и тот поначалу отнесся к информации скептически, однако через несколько часов, подтвердил её достоверность. Журналист дополнительно сообщил, что получил информацию о потенциальной биохимической террористической атаке и передал её депутату Киму. На вопрос об источнике информации Ким ответил лишь, что она поступила от союзной страны, имеющей посольство в Республике Корее. Позднее издание «Хангук ильбо» сообщило, что в «Демократической партии» скептически отнеслись к информации Кима, однако в партии воздержались от выводов относительно некоторых частей повествования, ссылаясь на отсутствие подробной информации. При этом телеканал MBC со ссылкой на источники в окружении Хан Дон Хуна сообщил, что во время военного положения Хану позвонило доверенное лицо и предупредило его не ходить в Национальное собрание, иначе он будет арестован и может быть убит.

### Реакция политических лидеров
Все основные партии, включая правящую «Силу народа», членом которой является президент Юн, выступили против военного положения. Лидер «Силы народа» Хан Дон Хун сказал: «Объявление президентом военного положения неверно. Мы остановим это вместе с народом». Мэр Сеула О Се Хун, который также является членом «Силы народа», заявил, что выступает против заявления Юна. Лидер «Корейской инновационной партии» Чо Гук также назвал объявление военного положения «незаконным» и заявил, что оно является условием для импичмента Юна и министра обороны Ким Ён Хёна. Ли Чжун Сок, лидер «Партии новых реформ», призвал исключить Юна из «Силы народа», в то время как губернатор провинции Кёнгидо Ким Дон Ён призвал к аресту Юна. Корейская конфедерация профсоюзов, крупнейшая профсоюзная организация в стране, призвала к всеобщей забастовке, чтобы отменить введение военного положения и объявить импичмент президенту.
Ли Чжэ Мён, лидер оппозиционной «Демократической партии», призвал граждан собраться в Национальном собрании и заявил, что Юн «больше не является президентом».
Бывший президент Мун Чжэ Ин опубликовал заявление в своих социальных сетях, где обратился к военным как бывший верховный главнокомандующий. Он призвал вооружённые силы уважать волю народа и строго придерживаться конституционных принципов. Мун подчеркнул, что военные не должны действовать против Национального собрания или её членов, особенно следуя неконституционной директиве. Он призвал военных сосредоточиться на своих законных обязанностях, защищая национальную безопасность, не ставя под угрозу демократические институты.
Спикер Национального собрания У Вон Сик призвал всех законодателей собраться в Национальном собрании. Отделение «Демократической партии» в Инчхоне раскритиковало военное положение как начало «эры диктатуры Юна».
Напротив, некоторые консервативные деятели поддержали объявление военного положения. Среди них был бывший премьер-министр Хван Гё Ан, который призвал арестовать спикера Национального собрания У Вон Сика и лидера правящей партии Хан Дон Хуна. Мэр Тэгу Хон Джун Пхё, не заявляя явно о своей позиции, сказал, что понимает действия Юна, описывая их как «устраивание сцены» и безрассудство.

### Столкновения внутри и возле парламента
Полицейское управление Сеула заблокировало все входы в Национальное собрание к 23:04 и не позволило законодателям попасть на пленарное заседание, чтобы снять военное положение. В ответ депутаты обходили полицейские баррикады и перелезали через заборы, чтобы войти в парламент. Около 23:00 лидер оппозиции Ли Чжэ Мён в прямом эфире на своём youtube-канале транслировал, как перелезает через полутораметровый забор, чтобы попасть внутрь Национального собрания. Спикеру У Вон Сику также пришлось перелезть через забор, чтобы попасть на территорию парламента. Тем временем, протестующие вступили в стычку с полицией у здания Национального собрания. Ли Джун Сок, основатель «Партии новых реформ», был замечен в столкновениях с полицейскими, препятствовавшими законодателям. Позже он рассказал, что некоторые полицейские, по-видимому, не знали, что делать.
В 23:50 военные вертолёты Sikorsky UH-60 Black Hawk были замечены приближающимися к территории парламента, что побудило законодателей и помощников построить баррикады из мебели внутри здания. Около 23:57 707-й пулемётный полк появился перед Залом заседаний Национального собрания и вступил в столкновения с помощниками и сотрудниками парламента, которые пытались удержать войска от входа в здание. Пресс-секретарь «Демократической партии» Ан Гви Рён была замечена пытающейся отобрать винтовку у солдата, прежде чем последний направил оружие на неё, что побудило её отругать солдата. Видео инцидента было снято в прямом эфире OhmyNews и просмотрено миллионы раз в Twitter.
В 00:45 около 300 военнослужащих вошли в здание Национального собрания, разбили окна и попытались проникнуть в главный зал, где спикер У собирался начать пленарное заседание, чтобы отменить указ о военном положении. В ответ партийные функционеры распылили на военных огнетушители и успешно остановили их проникновение. Некоторые солдаты попытались войти через четвёртый этаж, но также были остановлены сотрудниками парламента.
Солдаты разбили окна в нескольких кабинетах депутатов, в то время как травмы были получены гражданскими лицами во время столкновений внутри здания. В конечном итоге солдаты не смогли попасть в главный зал заседаний, входы в который были забаррикадированы мебелью, установленной сотрудниками парламента. По крайней мере три вертолёта также приземлились на территории Национального собрания, а два других были замечены парящими над ним. На улицах были замечены бронированные военные автомобили, в то время как командование военного положения также приказало выселить пресс-службу президентской канцелярии из её здания в Сеуле.
У главных ворот комплекса Национального собрания произошли столкновения между силами безопасности и гражданскими лицами. «Корея таймс» и оппозиционные партии определили подразделения сил безопасности, участвовавшие в штурме Собрания, как 1-ю бригаду специального назначения армейского командования специальных операций и Сеульское столичное полицейское управление. При этом Национальное агентство полиции, как полагают, обошли в принятии этих решений. Национальное агентство полиции объявило чрезвычайную ситуацию уровня B. Газета «Кёнхян синмун» опубликовала фотографии солдат рядом с ящиками боевых патронов и боеприпасов у Собрания. Протесты против военного положения были также организованы в Кванджу.

### Отмена военного положения
| Национальное собрание Республики Корея     | |                            |
| Голосование за отмену военного положения → | Голосование за отмену военного положения → | 4 декабря 2024 01:00 (KST) |
|                                            | За - • Демократическая партия (153) - • Сила народа (18) - • Корейская инновационная партия (12) - • Прогрессивная партия (2) - • Независимые (2) - • Партия новых реформ (1) - • Партия базового дохода (1) - • Социал-демократическая партия (1) | 190 из 300                 |
|                                            | Против | 0 из 300                   |
|                                            | Воздержались | 0 из 300                   |
|                                            | Отсутствовали - • Сила народа (90) - • Демократическая партия (17) - • Партия новых реформ (2) - • Прогрессивная партия (1) | 110 из 300                 |
| Источник                                   | |                            |

4 декабря 2024 года в 00:48 началось чрезвычайное заседание парламента, а уже в 01:00 по корейскому времени 190 законодателей, присутствовавших в Национальном собрании, единогласно проголосовали за отмену военного положения. Согласно статье 77 Конституции Республики Корея, президент должен выполнить решение Национального собрания об отмене военного положения.
После голосования военные, находившиеся у Национального собрания, были замечены уходящими. В то же время протестующие у парламента начали призывать к аресту президента Юна. Ли Чжэ Мён сказал, что объявление военного положения было сделано без одобрения Кабинета министров и что сотрудники сил безопасности, которые продолжали следовать приказам Юна о военном положении, совершают «незаконный акт». BBC сообщило, что военные заявили о сохранении военного положения в силе до тех пор, пока его не отменит президент.
После того, как парламент проголосовал за отмену военного положения, президент Юн, по словам командира спецназа, вошёл в ситуационный зал военного положения и сделал строгий выговор военному руководству за провал в блокировании Национального собрания, сказав министру обороны Ким Ён Хёну: «Я говорил вам арестовать членов Национального собрания, но вы даже этого не смогли сделать… будем вводить второе военное положение». Затем он провёл получасовое совещание с военными в комнате под названием «Комната поддержки принятия решений», в которую приносили устав Национального собрания. Около 2:30 ночи премьер-министр Хан Док Су предложил президенту Юну отменить военное положение, подчинившись решению парламента.
Во время телевизионного брифинга в 4:27 утра Юн объявил, что отменит военное положение, как только будет собран кворум для проведения заседания Кабинета министров, и что он отозвал военнослужащих из Национального собрания. Примерно в 4:30 утра Кабинет министров, после двухминутного заседания, одобрил предложение об отмене военного положения. Командование по введению военного положения также было расформировано.
5 декабря анонимный солдат спецназа сообщил СМИ, что солдаты, отправленные в Национальное собрание, узнали о введении военного положения якобы только из новостей. Другие солдаты говорили, что их держали в неведении в разной степени. Большинству даже не сообщили о месте назначения до начала пути, и только по прибытии им дали конкретное задание. Один сказал, что он чувствовал себя преданным своими начальниками. Многие неохотно и намеренно медленно выполняли приказы.
6 декабря начальник Командования специальных операций армии генерал-лейтенант Квак Чон Гын сообщил во время интервью законодателям от «Демократической партии» Ким Бён Чжу и Пак Сон Вону, что министр обороны Ким отдал приказ войскам вытащить законодателей из парламента. Квак сказал, что запретил давать боевые патроны отдельным солдатам, поскольку он стал свидетелем «неоправданных сцен» во время развертывания, и добавил, что «по моему мнению, вытаскивание законодателей было явно незаконным актом», и он проигнорировал приказ, приказав войскам не входить в зал пленарных заседаний. Кроме того, командующий 1-й бригадой спецназа бригадный генерал Ли Сан Хён подтвердил, что они были развернуты в Национальном собрании, с развертыванием двух батальонов, состоящих в общей сложности из около 250 солдат. Он подтвердил, что были отданы приказы вывести законодателей, используя такие средства, как выламывание дверей и отключение электричества, в то же время подтвердив, что Квак отдал приказ не выдавать боевые патроны. В последующем расследовании Национального собрания от 10 декабря, Квак сообщил, что президент Юн лично позвонил ему, чтобы потребовать «выломать дверь и вытащить законодателей», и далее добавил, что ему сообщили о планах введения военного положения ещё 1 декабря. Квак предположил, что прокуроры, ответственные за расследование объявления военного положения Юном, формулировали свои вопросы таким образом, чтобы привлечь к ответственности бывшего министра обороны Кима и переложить вину с президента Юна.
Последующее расследование показало, что президент Юн приказал командующему Кваку и командующему обороной столицы Ли Джин У прорваться через двери пленарного зала, чтобы вытащить законодателей в 00:40-00:50. Юн также несколько раз звонил генеральному комиссару полиции Чо Джи Хо и поручил ему арестовать всех законодателей, пытающихся войти в парламент, заявив: «Выведите их. Это незаконно. Все законодатели нарушают прокламацию. Арестуйте их». В обвинительном заключении Ким Ён Хёна от 27 декабря специальной группой обвинения также было указано, что Юн сказал командующему Ли: «Выломайте двери, даже если это означает стрельбу». Когда ему сообщили, что законодатели начали сессию по отмене военного положения, Юн приказал командующему силами специального назначения Квак Чон Гыну «выломать дверь топором, войти и вывести их всех». Бывший министр Ким также приказал: «Остановите членов Национального собрания, чтобы их было меньше 150. Выведите членов Национального собрания». Ким также отдал приоритет арестам и задержанию Ли Чжэ Мёна, У Вон Сика и Хан Дон Хуна. Узнав о том, что голосование Национального собрания было проведено, Юн сначала отрицал его законность и сказал командиру Ли: «Даже не подтверждено, что пришло 190 человек. Даже если военное положение будет отменено, мне просто нужно объявить военное положение ещё два или три раза, так что продолжайте».
В групповом чате контрразведывательной группы по аресту, обнародованном обвинением, содержалось следующее сообщение: «Отменить все существующие квоты задержаний. Все группы должны сначала арестовать У Вон Сика, Ли Чжэ Мёна и Хан Дон Хуна, а затем перевести их в следственный изолятор Субангса». Также было сообщение, в котором говорилось: «Закрепите новобранцев через оперативное подразделение на месте, затем возьмите их и заключите в Субангсе. Используйте верёвки и наручники».

## Последствия

### Протесты

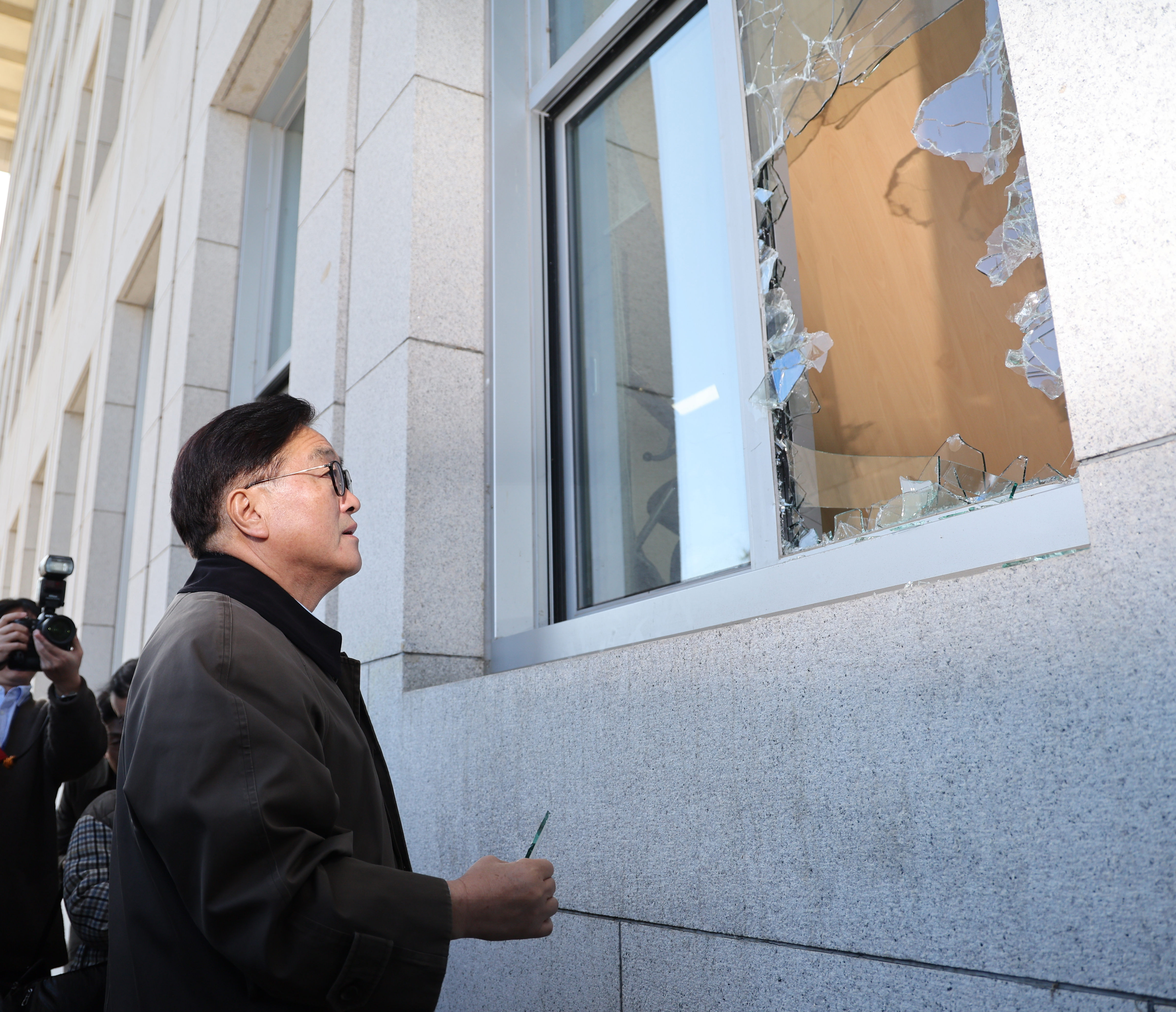
Спикер Национального собрания У Вон Сик оценивает ущерб 4 декабря.

Протесты продолжались у Национального собрания и на площади Кванхвамун, с митингами со свечами и связанными с ними мероприятиями, проходившими в городах по всей стране.
7 декабря, в день голосования за импичмент президенту Юну, перед Национальным собранием собрались от 150 тысяч до 1 миллиона протестующих, которые требовали от парламентариев голосовать за импичмент. Главная дорога, ведущая от южного конца моста Соган через реку Хан мимо здания Собрания, была закрыта для движения.
9 декабря около 30 тысяч человек возле парламента приняли участие в протестной акции со свечами против Юн Сок Ёля и правящей партии. Также в местные офисы правящей «Силы народа» и её законодателей по всей стране были доставлены траурные венки с посланиями, призывающими «уничтожить власть мятежников» и «объявить импичмент Юн Сок Ёлю». Кроме того, телефоны парламентариев от «Силы народа», не присутствовавших на голосовании по импичменту Юна, подверглись «бомбардировке» десятками тысяч текстовых сообщений.
13 декабря гражданские группы организовали акцию со свечами перед зданием Национального собрания Сеула, в то время как в других частях страны собрались более мелкие группы, чтобы продолжить демонстрации, требуя отстранения Юна от должности.
14 декабря сотни тысяч протестующих собрались перед Национальным собранием в ожидании результатов голосования по импичменту президенту Юну.
21 декабря в центре Сеула прошли массовые митинги, участники которых призывали к скорейшей отставке президента Юн Сок Ёля и против объявления им военного положения. При этом неподалёку также состоялся менее малочисленный протест в поддержку Юна.
28 декабря тысячи протестующих собрались в Пусане возле офиса представителя правящей партии Пак Су Ёна, чтобы потребовать отставки президента Юн Сок Ёля.

### Импичменты

#### Импичмент Юн Сок Ёля

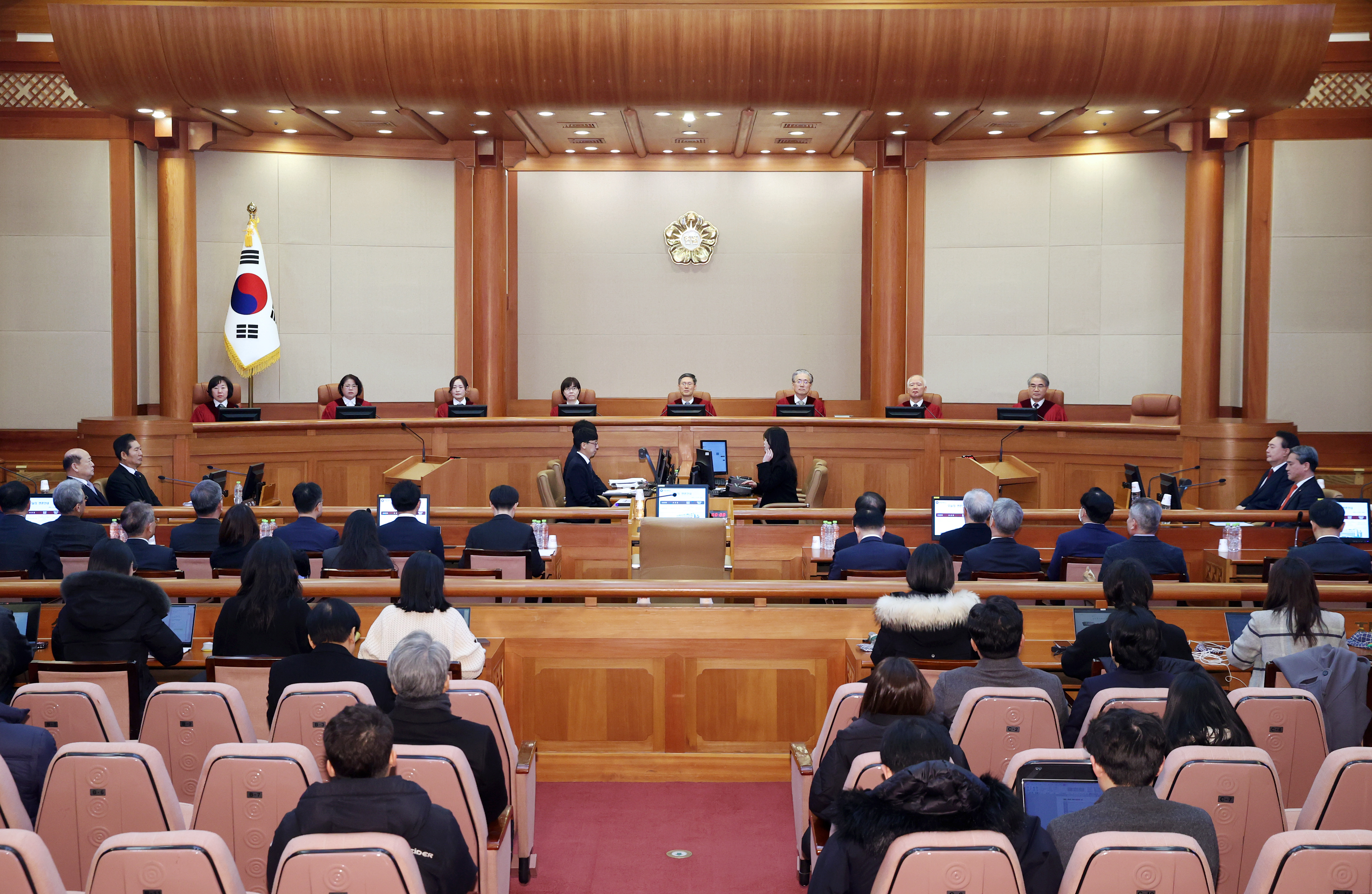
Юн присутствует на 6-м слушании дела об импичменте в Конституционном суде 7 февраля 2025 года.

После отмены военного положения «Демократическая партия» провела экстренное заседание в Национальном собрании, объявив, что они начнут процедуру импичмента, если Юн не уйдёт в отставку. В резолюции говорилось, что «объявление Юном военного положения является явным нарушением Конституции», и добавлялось, что это был «серьёзный акт мятежа и прекрасная причина для импичмента».
Около 14:40 4 декабря оппозиция объявила о своём намерении подать ходатайство об импичменте президенту. Для успешного проведения процедуры понадобится большинство в 2/3 голосов в Национальном собрании. Таким образом, к 192 оппозиционным депутатам должны присоединиться как минимум 8 парламентариев от правящей «Силы народа». Затем, в случае успеха, Конституционный суд в течение 180 дней должен рассмотреть вопрос и проголосовать. Для импичмента 6 из 9 судей должны выступить за импичмент, при том что в настоящий момент 3 места в Суде остаются вакантными. В тот же день около 190 членов Национального собрания из шести оппозиционных партий подали ходатайство об импичменте с намерением обсудить его в парламенте на следующий день и проголосовать по ходатайству 7 декабря в 19:00. Корейская конфедерация профсоюзов призвала к бессрочной всеобщей забастовке до тех пор, пока Юн не уйдёт в отставку. На встрече с премьер-министром Хан Док Су и лидером правящей партии Хан Дон Хуном президент Юн заявил, что не уйдёт в отставку, добавив, что в его объявлении военного положения «нет ничего противозаконного». Он также отметил, что сделал это, чтобы предотвратить «безрассудные действия „Демократической партии“ по импичменту». 5 декабря «Сила народа» вынесла решение против импичмента Юна после чрезвычайного заседания, состоявшегося накануне вечером.
Так как министр обороны Ким предложил Юну ввести военное положение, то против самого Кима также была подготовлена процедура импичмента, а «Демократическая партия» намеревалась подать против него уголовную жалобу. Главный представитель партии Чо Сын Лэ выступил с заявлением, в котором говорилось: «„Демократическая партия“ накажет администрацию Юна за неконституционное и незаконное чрезвычайное военное положение [...] Мы призываем правоохранительные органы немедленно начать расследование дела об измене, о которой теперь знает вся страна, и привлечь виновных к ответственности».
6 декабря председатель «Силы народа» внезапно выступил с призывом отстранить президента от должности. Изменение позиции политика было связано с тем, что партия подтвердила, с помощью достоверных доказательств, что Юн поручил тогдашнему командующему контрразведкой Министерства обороны Ё Ин Хёну, который был одноклассником Юна, арестовать видных политических деятелей по обвинению в антигосударственной деятельности. В числе этих деятелей были спикер Национального собрания и лидеры партий, включая председателя правящей «Силы народа». «Было подтверждено, что президент использовал военные разведывательные службы для ареста политиков. Мы также узнали, что существовали конкретные планы по заключению этих политических деятелей в следственном изоляторе в Квачхоне», — рассказал Хан во время встречи.
Опрос общественного мнения, проведённый Realmeter 4 декабря 2024 года, показал, что 73,4 % респондентов поддержали импичмент Юна, а 24 % выступили против. Также выяснилось, что 70 % опрошенных считали действия Юна государственной изменой, а 25 % считали иначе. Рейтинг же одобрения президента Юн Сок Ёля упал до 13 %, что показал опрос Gallup. Уровень поддержки правящей партии «Силы народа» снизился за неделю на 5 процентных пунктов и составил 27 %.
7 декабря подсчёт голосов по импичменту президенту был отменён из-за отсутствия кворума. «Демократическая партия» заявила о намерении еженедельно выносить вопрос об импичменте Юну. Лидер правящей «Силы народа» Хан Дон Хун, в свою очередь, заявил, что будет добиваться от президента организованного ухода в отставку.
Следующая попытка импичмента президента была назначена на 16:00 14 декабря.
12 декабря президент выступил с телеобращением к нации, в котором защищал своё право на введение военного положения. Он заявил, что продолжит бороться и не уйдёт в отставку. После этого лидер правящей «Силы народа» Хан Дон Хун поддержал парламентское голосование по вопросу об импичменте президента Юна и призвал созвать комитет по этике для обсуждения вопроса об исключении президента из партии. Заместитель генерального секретаря по стратегическому планированию правящей партии «Сила народа» Син Джи Хо заявил, что президент Юн Сок Ёль и первая леди Ким Кон Хи с 9 декабря работают над смещением Хан Дон Хуна с поста лидера партии с помощью поддерживающих Юна пользователей YouTube и членов партии.
14 декабря большинством в 204 из 300 законодателей Национальное собрание проголосовало за импичмент президенту Юн Сок Ёлю, исполнение обязанностей главы государства на себя принял премьер-министр Хан Док Су.

#### Импичмент Хан Док Су
Уже 27 декабря 2024 года Национальное собрание проголосовало за импичмент премьер-министра Хана, исполняющего обязанности президента. Это произошло после того, как он отказался утвердить назначенных парламентом судей Конституционного суда. Исполнение обязанностей главы государства принял на себя первый заместитель премьер-министра и министр финансов Чхве Сан Мок. 24 марта 2025 года Конституционный суд отменил решение Национального собрания об импичменте Хан Док Су, восстановив его в должности премьер-министра и исполняющего обязанности президента.

#### Импичмент Чхве Сан Мока
20 марта 2025 года лидер фракции «Демократической партии» в Национальном собрании Пак Чан Дэ заявил, что партия приняла решение начать процедуру импичмента в отношении исполняющего обязанности президента и заместителя премьер-министра Чхве Сан Мока. Причиной послужил его отказ в течение более чем трёх недель назначить Ма Ын Хёка судьёй Конституционного суда, несмотря на решение Конституционного суда о неконституционности отказа Чхве. Спикер Национального собрания У Вон Сик также согласился с проведением импичмента. В случае импичмента следующим в очерёдности преемственности должности президента стал был заместитель премьер-министра — министр образования Ли Джу Хо. 21 марта в 14:00 пять оппозиционных партий подали ходатайство об импичменте в Национальное собрание. Однако 24 марта Конституционный суд вынес своё решение об импичменте в отношении Хан Док Су, который был восстановлен в должности премьер-министра и исполняющего обязанности президента.

### Уголовное расследование
5 декабря глава национального следственного управления Национального агентства полиции У Чон Су заявил, что начато расследование в отношении президента Юн Сок Ёля в связи с обвинениями, связанными с объявлением военного положения. Кроме того, расследование ведётся против министра внутренних дел Ли Сан Мина, начальника штаба армии генерала Пак Ан Су и теперь уже бывшего министра обороны Ким Ён Хёна. Расследование по обвинению Юна в государственной измене было поручено группе по расследованию нарушений безопасности Национального управления расследований Национального полицейского агентства. Прокуратура и Управление по расследованию коррупции среди высокопоставленных должностных лиц также получили жалобы, обвиняющие Юна в государственной измене, и рассматривают вопрос о проведении собственных расследований или передаче их полиции.
6 декабря полиция изъяла мобильные телефоны у начальника национальной полиции и комиссара полиции Сеула из-за расследования обстоятельств военного положения.
7 декабря «Демократическая партия» подала заявление в полицию на Чу Гён Хо, бывшего лидер фракции «Сила народа» в парламенте. Оппозиция подозревает его в сговоре с президентом. Выяснилось, что в момент сбора всех депутатов в зале заседаний для голосования против военного положения, Чу Гён Хо призывал депутатов от правящей партии собраться в другом месте.
8 декабря в 1:30 ночи бывший министр обороны Ким Ён Хён явился в прокуратуру для допроса, после которого он был задержан. Президент Юн перешёл в статус подозреваемого по обвинению в государственной измене. В это же время Управление по расследованию коррупции обратилось в прокуратуру и полицию с просьбой передать текущие расследования по делу о военном положении во избежание дублирования. В свою очередь, прокуратура заявила, что готова сотрудничать с полицией по её просьбе о проведении совместного расследования. Однако полиция заявила, что на данном этапе не рассматривает этот вариант. С 18:00 до 2:00 9 декабря в прокуратуре проводился допрос в качестве свидетеля начальника штаба армии генерала Пак Ан Су, который был назначен командующим военным положением.
9 декабря Управление по расследованию коррупции среди высокопоставленных должностных лиц по приказу директора управления О Дон Хуна запросило в министерстве юстиции запрет на зарубежные поездки подозреваемому в государственной измене и других обвинениях Юн Сок Ёлю. Позднее минюст одобрил наложение запрета. Прокуроры вызвали начальника Командования специальных операций армии генерал-лейтенанта Квак Чон Гына для допроса в качестве свидетеля по обвинениям в возможной государственной измене и злоупотреблении властью. Перед этим Квак сообщил парламентариям, что получил приказ по телефону от тогдашнего министра обороны Ким Ён Хёна вывести депутатов из здания Национального собрания наружу. Кроме того, военным было приказано «обеспечить безопасность» зданий Национального собрания, Национальной избирательной комиссии и компании Ким У Джуна Flower Research, проводящей опросы общественного мнения.
10 декабря Национальное собрание 210 голосами «за», включая 23 члена от правящей партии, приняло законопроект о назначении постоянного специального прокурора для расследования обвинений в государственной измене против президента Юн Сок Ёля. Это позволит начать расследование постоянным специальным прокурором, который может быть независимым от существующих следственных органов, чтобы свести к минимуму потенциальное вмешательство со стороны президента или правительства. При этом президент не может воспользоваться своим правом вето и отменить закон. Помимо Юна, расследование предусматривается и в отношении бывшего министра обороны Ким Ён Хёна, начальника штаба армии генерала Пак Ан Су и бывшего командующего контрразведкой Ё Ин Хёна. В этот же день полиция потребовала допросить премьер-министра Хан Док Су, директора Национальной разведывательной службы Чо Тхэ Ёна и девятерых членов кабинета министров, чувствовавших в заседаниях правительства перед объявлением военного положения и после. Во время заседания парламентского комитета по обороне начальник Командования специальных операций армии генерал-лейтенант Квак Чон Гын рассказал, что президент Юн Сок Ёль по защищённому телефону приказал ему вывести законодателей из здания Национального собрания во время операции по введению военного положения. «Он сказал, что кворум, похоже, ещё не собран, поэтому мне следует выломать двери, войти и вытащить людей изнутри», — сказал генерал. Он также сообщил депутату Пак Бом Ге, что знал о планах Юна ввести военное положение за два дня до этого, 1 декабря.
Поздно вечером 10 декабря бывший министр национальной обороны Республики Корея Ким Ён Хён пытался покончить с собой в ванной комнате центра заключения Донгбу, незадолго до того как суд выдал ордер на его арест.
11 декабря около 3:50 утра полиция задержала комиссара Национального агентства полиции Чо Чжи Хо и начальника полиции Сеула Ким Бон Сика по обвинению в мятеже. Оба подозреваются в том, что дали указание сотрудникам полиции оцепить территорию Национального собрания, чтобы не допустить законодателей в парламент и не дать им проголосовать за отмену указа о военном положении. Чо также подозревается в отправке сотрудников полиции в Национальную избирательную комиссию.
Кроме того, 11 декабря прокуроры провели обыск в штаб-квартире Командования специальных операций, а полиция провела обыски в офисах Национального агентства полиции, Сеульского столичного полицейского управления и полиции Национального собрания.
Также полиция, в составе 18 следователей Национального следственного управления Национального агентства полиции, прибыла к президентскому офису для проведения обыска. В ордере на обыск в качестве подозреваемого был указан Юн, а объектами обыска стали офис президента, зал заседаний Кабинета министров и Служба безопасности президента. Служба безопасности президента отказалась сотрудничать с полицией после многочасовых споров, поэтому офис Юна лишь добровольно предоставил полиции «очень ограниченный» набор документов и материалов. На следующий день полиция вновь прибыла к офису президента, но для проведения обысков в здании Объединённого комитета начальников штабов.
12 декабря Национальное собрание приняло ещё один законопроект, предусматривающий проведение специального расследования в отношении президента Юн Сок Ёля, а также ещё один законопроект, обязывающий специального прокурора провести расследование в отношении первой леди Ким Кон Хи о её предполагаемой причастности к махинациям с акциями и вмешательстве в процесс выдвижения кандидатов на выборах через влиятельного посредника.
13 декабря прокуроры запросили ордер на арест начальника Командования военной контрразведки генерал-лейтенанта Ё Ин Хёна по обвинению в мятеже и злоупотреблении властью. Также вечером прокуроры арестовали генерал-лейтенанта Ли Джин У, главу Командования обороны столицы.
14 декабря в 15:30 суд выдал ордер на арест командующего военной контрразведкой генерал-лейтенанта Ё Ин Хёна, после чего он был арестован.
15 декабря в «Демократической партии» заявили, что бывший командующий разведкой генерал-майор запаса Но Сан Вон принимал активное участие в планировании и подготовке военного положения. В этот же день президент Юн проигнорировал повестку прокуратуры от 11 декабря и не явился на допрос. На следующий день совместная следственная группа (ССГ) прибыла в президентскую резиденцию, чтобы снова вручить повестку Юну. Если отстранённый президент вновь не явиться на допрос 17 декабря, прокуроры смогут попытаться арестовать его. Вскоре офис президента Юна отправил повестку обратно по почте, а сам отстранённый президент не явился на допрос в срок. В прокуратуру Юн должен явиться для допроса 21 декабря.
16 декабря суд выдал ордер на арест командующего силами специального назначения генерал-лейтенанта Квак Чон Гына по обвинению в подстрекательстве к беспорядкам с целью подрыва Конституции. 17 декабря совместная следственная группа попыталась провести обыск в офисе президентской службы безопасности. В это же время на основании выданного судом ордера по обвинению в мятеже и злоупотреблении властью был арестован начальник штаба армии генерал Пак Ан Су, занимавший пост главнокомандующего во время военного положения.
18 декабря прокуратура приняла решение передать расследование, связанное с военным положением, в отношении президента Юн Сок Ёля и бывшего министра внутренних дел Ли Сан Мина Управлению по расследованию коррупции среди высокопоставленных должностных лиц. Служба безопасности президента заблокировала попытку совместной следственной группы провести обыск на компьютерном сервере, связанном с объявлением президентом Юном военного положения. Также в этот день были арестованы начальник Командования военной разведки генерал-майор Мун Сан Хо и бывший командующий разведкой генерал-майор запаса Но Сан Вон. Мун подозревается в отправке войск в офис Национальной избирательной комиссии в Квачхоне и в обсуждении операций по введению военного положения с Но Сан Воном и двумя другими подчиненными в закусочной в провинции Кёнгидо. Ранее полиция сообщила, что получила записи видеонаблюдения, на которых бывшие и действующие офицеры военной разведки обсуждали планы операции по введению военного положения, поедая бургеры в ресторане быстрого питания, за два дня до их приведения в исполнение.
20 декабря совместная следственная группа направила повестку президенту Юну с требованием явиться на допрос в здание Управления по расследованию коррупции среди высокопоставленных должностных лиц в Квачхоне в 10 утра 25 декабря. В случае неявки рассматривается возможность подачи в суд ходатайства о задержании отстранённого президента на срок до 48 часов. В то же время полиция подтвердила, что допросила премьер-министра Хан Док Су ещё до его вступления в должность исполняющего обязанности президента. 21 декабря стало известно, что по делу о введении военного положения были допрошены министра финансов Чхве Сан Мока и министр земельных ресурсов Пак Сан У. 26 декабря Управление по расследованию коррупции среди высокопоставленных должностных лиц выдало третью повестку, предписывающую Юну явиться в 10 часов утра 29 декабря для допроса.
25 декабря полиция допросила командующего 2-й бронетанковой бригадой бригадного генерала Ку Сам Хве в связи с его предполагаемым присутствием на встрече бывших и действующих военных и оборонных чиновников в ресторане быстрого питания в Ансане. 27 декабря прокуроры предъявили бывшему министру обороны Ким Ён Хёну обвинение в злоупотреблении властью и «ключевой» роли в мятеже. В этот же день полиция провела обыски в конспиративной квартире, где президент Юн Сок Ёль предположительно встречался с высокопоставленными полицейскими, чтобы обсудить свой план введения военного положения. Кроме того, вновь была предпринята попытка провести обыски в здании Службы безопасности президента, но следователям не дали войти внутрь.
30 декабря полиция вызвала отстранённого премьер-министра Хан Док Су на второй раунд допроса, а в январе 2025 года прокуроры допросили Хана об обстоятельствах введения военного положения в качестве подозреваемого. 4 февраля Хан вновь допрашивался полицией в течение более 9 часов. Хан заявил, что объявление Юном военного положения не соответствовало надлежащим правовым процедурам, поскольку на заседании Кабинета министров не состоялось никаких обсуждений.
10 января 2025 года бывшему командующему Командования военной разведки Но Сан Вону предъявили обвинению в мятеже и злоупотреблении властью.

### Задержание и арест Юн Сок Ёля
В ночь на 30 декабря, после того, как Юн Сок Ёль проигнорировал третью повестку на допрос, совместная следственная группа, состоящая из представителей Управления по расследованию коррупции среди высокопоставленных должностных лиц, полиции и следственного отдела министерства оборон, подала запросы в Западный окружной суд Сеула на получение ордера на задержание отстранённого президента, а также ордера на обыск резиденции. Уже 31 декабря суд выдал оба ордера.
Утром 3 января 2025 года Управление по расследованию коррупции среди высокопоставленных должностных лиц (УРК) при поддержке полиции начала операцию по исполнению ордера на задержание подозреваемого Юн Сок Ёля. В 8 часов утра 20 следователей Управления и 80 следователей полиции начали пробиваться в резиденцию, которую заблокировали сотрудники службы безопасности президента, соорудив несколько рубежей обороны. В это время порядка 2700 полицейских были развернуты вокруг резиденции для поддержания порядка из-за начинающихся протестов сторонников Юн Сок Ёля. Преодолев несколько преград, включающие живую цепь из охраны президента и автобусы, перекрывавшие дорогу, следователи приблизились к официальной резиденции на расстояние в 200 метров. Однако там столкнулись с более серьёзным сопротивлением: дорогу перекрыли 200 военнослужащих, сотрудники службы безопасности президента и около десятка транспортных средств. После более чем пяти часов противостояния Управление по расследованию коррупции объявило в 13:30 об остановке попытки задержания президента. Совместная следственная группа заявила, что выдвинет обвинения против начальника Службы безопасности президента Пак Чон Джуна за воспрепятствование правосудию. Корейская конфедерация профсоюзов призвала к ночному митингу возле резиденции, чтобы потребовать ареста Юна.
15 января в 10:33 Юн Сок Ёль был задержан в своей резиденции со второй попытки, к которой полиция и УРК мобилизовали более значительные силы чем 3 января. Отстранённый президент был доставлен в офис УРК для допроса, после чего был помещён в сеульский центр заключения в Ыйване. 19 января Западный окружной суд Сеула выдал ордер на арест Юна.
8 марта Юн был освобождён из Сеульского центра заключения после того, как генеральный прокурор решил не обжаловать судебное постановление об отмене его задержания. Центральный окружной суд Сеула заявил, что принял прошение Юна об освобождении из тюрьмы, сославшись на необходимость решения вопросов о законности расследований в отношении президента и на то, что законный срок его официального ареста истёк до предъявления ему обвинения.

### Опасения о втором военном положении
5 декабря депутат Национального собрания от «Демократической партии» Ким Мин Сок, который в августе спрогнозировал объявление военного положения, заявил, что он «на 100 процентов уверен», что Юн снова попытается объявить военное положение, объяснив его мотивы желанием защитить себя и свою жену от продолжающихся расследований. Он также объяснил провал военного положения 3 декабря народным сопротивлением и некомпетентностью министра обороны Ким Ён Хёна.
Центр по правам человека в армии Кореи заявил 6 декабря, что имеются доказательства подготовки ко второму военному положению, утверждая, что некоторые армейские подразделения ограничивают отпуска для командного состава, включая командиров рот и выше, в ожидании экстренного отзыва к воскресенью. Группа охарактеризовала этот шаг как «крайне тревожный знак». Председатель правящей «Силы народа» Хан Дон Хун заявил, что существует вероятность «радикальных» действий, если Юн сохранит президентскую власть.
Исполняющий обязанности министра обороны Ким Сон Хо отверг любую возможность введения военного положения во второй раз.
6 декабря в экстренном заявлении спикер Национального собрания У Вон Сик заявил: «Нельзя мириться со вторым военным положением». В связи с этим канцелярия спикера объявила, что они «проводят больше приготовлений, чем ожидалось» в рамках подготовки к возможному второму объявлению военного положения. С этой целью на лужайке Национального собрания были размещены автобусы для предотвращения посадки вертолётов. Секретариат Национального собрания запретил должностным лицам министерства обороны, полиции и разведки входить в свои здания «на данный момент». В «Демократической партии» заявили, что все 170 её законодателей останутся в ночь на 7 декабря в состоянии чрезвычайной готовности в здании Национального собрания, чтобы проголосовать против возможного второго объявления военного положения.
Согласно показаниям командира спецназа от 11 декабря, после того, как парламент проголосовал за отмену военного положения, президент Юн заявил: «Будем вводить второе военное положение». После чего последовало совещание с военными.
16 декабря в «Демократической партии» заявили, что автобус с 34 высокопоставленными армейскими офицерами с военной базы Кёрёндэ в провинции Чхунчхон-Намдо отправился в штаб-квартиру военного положения Ёнсан в Сеуле сразу после того, как Национальное собрание проголосовало за отмену военного положения. Это, по мнению партии, говорило о попытке президента Юн Сок Ёля ввести второе военное положение, так как соответствующая транспортировка военных руководителей соответствовала плану организации военного положения, указанному в документе, подготовленном Командованием оборонной безопасности в 2017 году.

### Отставки
4 декабря министр национальной обороны принёс извинения за введение военного положения и подал в отставку.
6 декабря командующий контрразведкой министерства обороны Ё Ин Хён, командующий силами специального назначения Квак Чон Гын и командующий обороной столицы Ли Джин У были отстранены и переведены на другие должности с приказом ожидать.
7 декабря после неудачного голосования по импичменту президенту лидер фракции правящей «Силы народа» в Национальном собрании Чу Гён Хо объявил о своей отставке. 12 декабря на его место был избран депутат Квон Сон Дон, сторонник президента Юна.
8 декабря министр внутренних дел Ли Сан Мин подал в отставку. Также президент Юн Сок Ёль назначил новым первым заместителем директора Национальной разведывательной службы О Хо Рёна вместо Хон Чан Вона, уволенного за предполагаемое невыполнение приказа Юна арестовать политиков во время военного положения. Отстранению подверглись бригадный генерал Чон Сон У, начальник Первого отдела Командования контрразведки обороны, и бригадный генерал Ким Дэ У, начальник следственного подразделения командования.
12 декабря начальник штаба армии генерал Пак Ан Су, командовавший военным положением, был отстранён от службы.
Национальное собрание приняло законопроекты об импичментах министра юстиции Пак Сон Чжэ и комиссара Национального агентства полиции Чо Чжи Хо. Оба были отстранены от своих обязанностей до решения Конституционного суда о целесообразности их импичмента.

### Фактическое отстранение президента
8 декабря на совместной пресс-конференции премьер-министр Хан Док Су и лидер правящей «Силы народа» Хан Дон Хун объявили, что президент Юн Сок Ёль будет фактически отстранён от государственных дел, которые на себя возьмёт премьер-министр в тесной координации с партией «Сила народа». В ответ лидер «Демократической партии» Ли Чжэ Мён обвинил правящую партию и премьер-министра в «разрушении конституционного порядка». Он назвал происходящее вторым переворотом. Спикер парламента У Вон Сик назвал совместное осуществление президентских полномочий премьер-министром и правящей партией «неконституционным». Впоследствии план не был реализован, а Юн Сок Ёль подвергся импичменту уже менее чем через неделю.

### Парламентское расследование
Спикер Национального собрания У Вон Сик заявил 11 декабря, что воспользовался полномочиями для проведения парламентского расследования введения президентом Юн Сок Ёлем военного положения. Это позволит обеспечить «публичные показания» Юна по поводу произошедших событий. 31 декабря Национальное собрание 191 голосом «за» против 71, при 23 воздержавшихся одобрило план 45-дневного парламентского расследования предполагаемой попытки мятежа, совершённой президентом Юн Сок Ёлем. В ходе расследования будут проверены законность спорного заседания Кабинета министров, состоявшегося непосредственно перед объявлением военного положения, а также будет определено, были ли мобилизованы военные и полиция для блокирования парламентского голосования по отмене режима военного положения. В специальный комитет вошли 18 членов, из них 10 депутатов от оппозиции и семь депутатов от правящей партии, а также один независимый депутат.
14 января 2025 года специальный парламентский комитет провёл первое расследование в отношении министерства обороны и других военных командиров. В частности парламентариями были допрошены начальник штаба армии генерал Пак Ан Су и начальник Командования специальных операций армии генерал-лейтенант Квак Чон Гын.
22 января парламентский комитет издал распоряжение о вызове к 14:00 в Национальное собрание в качестве свидетелей президента Юн Сок Ёля, бывшего министра обороны Ким Ён Хёна, бывшего командующего военной разведки Но Сан Вона, бывшего главу Командования специальных операций армии генерал-лейтенанта Квак Чон Гына, бывшего командующего 2-й бронетанковой бригады бригадного генерала Ку Сам Хве и бывшего главу Командования военной разведки генерал-майора Мун Сан Хо. Однако на слушание явился только генерал Квак. Отстранённый премьер-министр Хан Док Су, заявил на слушаниях, что не помнит, чтобы президент Юн передавал записку министру финансов Чхве о создании чрезвычайного законодательного органа. Бывший первый заместитель директора Национальной разведывательной службы Хон Чан Вон повторил своё заявление о том, что президент позвонил ему и приказал арестовать политиков во время действия военного положения. Бывший министр внутренних дел Ли Сан Мин отказался давать показания по поводу обвинений в том, что 3 декабря он просил Национальное пожарное управление (НПУ) отключить электроэнергию и водоснабжение нескольким средствам массовой информации, а комиссар НПУ Хо Сок Гон подтвердил это обвинение. Ким Сон Хун, заместитель начальника Службы безопасности президента (СБП), также отказался комментировать обвинения в адрес первой леди Ким Кон Хи.
4 февраля парламентский комитет издал распоряжение о вызове на допрос Юн Сок Ёля, бывшего министра обороны Ким Ён Хёна, главу Командования военной разведки генерал-майора Мун Сан Хо и личного секретаря Юна Кан Ый Гу. Однако из вызванных лиц никто не явился. Парламентский комитет запланировал посещение центра содержания под стражей Командования обороны столицы, чтобы встретиться с Ё Ин Хёном. 6 февраля парламентский комитет допросил исполняющего обязанности президента Чхве Сан Мока по поводу записки с требованием выделить бюджет под создание чрезвычайного законодательного органа вместо Национального собрания. Чхве заявил, что кто-то передал ему «сложенную записку», но в тот момент он был слишком ошеломлён, чтобы её прочитать. В слушаниях также вновь принял участие отстранённый премьер Хан Док Су.

## Оценки
The Economist охарактеризовал ситуацию как конституционный кризис.
Журнал Foreign Policy и политолог Сидни Тэрроу назвали эти события попыткой самопереворота.
BBC News сообщило, что один местный житель сравнил происходящее с военным переворотом в Мьянме в 2021 году. Также происходящее сравнивали с нападением на Капитолий США 6 января, и один эксперт заявил, что последствия декларации для южнокорейской политики и её репутации будет намного хуже, чем то, что произошло в США.
Журналист Sky News Доминик Вагхорн отметил на основе предварительных наблюдений, что военные, по-видимому, были плохо подготовлены к введению военного положения, и предположил, что Юн действовал в одностороннем порядке.
Бон Ён Шик, советник Министерства по делам объединения и приглашённый профессор Университета Ёнсе, заявил, что введение военного положения следует приберегать для самых серьёзных ситуаций, таких как война. Он добавил, что это будет иметь неприятные последствия для президента, поскольку «сейчас действительно стоит вопрос о его импичменте».

## Реакция

### Экономическая
Объявление военного положения было встречено южнокорейской общественностью с удивлением и паникой. После этого объявления стоимость южнокорейской воны упала до 1,423 воны за доллар, что стало самым низким значением за последние 25 месяцев. Южнокорейский ETF iShares MSCI снизился на 5 %. Южнокорейский ETF Franklin FTSE снизился на 4,4 %, а Matthews Korea Active ETF — на 4,5 %. Агентство Reuters сообщило, что: «Представитель Банка Кореи заявил, что готовит меры для стабилизации рынка, если это необходимо. Министр финансов и заместитель премьер-министра Чхве Сан Мок созвал экстренное совещание с участием высокопоставленных экономических чиновников».
10 декабря Национальное собрание приняла законопроект о сокращении бюджета на следующий год. Новый бюджет был установлен в размере 677,4 трлн. вон (482 млрд. долларов США), что на 4,1 трлн вон меньше первоначального предложения правительства.

### Внутри страны
Лидер фракции «Сила народа» в парламенте Чу Гён Хо сказал, что он ничего не знал об указе и узнал о нём только из новостей. Генеральный инспектор Министерства юстиции Рю Хёк, бывший прокурор, который был назначен на эту должность в 2020 году, подал в отставку в знак протеста после того, как прибыл в здание Министерства на совещание по поводу военного положения, созванное министром юстиции Пак Сон Чжэ. Вскоре после того, как президент Юн отступил и отменил военное положение, оппозиция начала рассматривать вопрос об импичменте Юна. Некоторые южнокорейские аналитики охарактеризовали этот эпизод как попытку «самопереворота» с целью захвата власти.
Рано утром 4 декабря десятки советников Юна в массовом порядке подали в отставку после объявления военного положения и его отзыва. В тот же день Верховный суд объявил, что рассмотрит вопрос о том, было ли объявление Юном военного положения незаконным, учитывая, что он не соблюдал различные обязательные положения механизма объявления военного положения, такие как уведомление Кабинета министров и Законодательного органа о его применении.
Руководство правящей партии «Сила народа» обсудило вопрос об исключении Юна из партии во время совещания. Партия Юна также призвала к отставке министра обороны Ким Ён Хена после того, как стало известно, что Ким предложил Юну объявить военное положение. Позже «Демократическая партия» подтвердила, что 5 декабря они инициируют процедуру импичмента против Юна, если тот не уйдёт в отставку. В полдень 4 декабря по корейскому времени Премьер-министр Республики Корея провёл встречу с оставшимися помощниками Юна и партийными лидерами, чтобы обсудить последствия объявления военного положения.
Все ведущие газеты Республики Корея единогласно осудили президента и призвали к его аресту, заявив, что военное положение было незаконным, и что это была попытка повторения жестоких переворотов 1980-х годов. В то же время многие южнокорейские знаменитости также резко осудили Юна. I.M, участник корейского бой-бэнда Monsta X, объявил о срочной новости, связанной с введением военного положения, в прямом эфире радио KBS. Слушатели отреагировали с удивлением. Один из комментаторов отметил: «Никогда не думал, что услышу, как K-pop айдол объявляет новость о введении военного положения».

### Международная
- Великобритания: Министерство иностранных дел, Содружества наций и развития Великобритании выпустило предупреждения о поездках в регион[266]. Посольство Великобритании в Республике Корея в экстренном уведомлении заявило, что внимательно следит за развитием событий после объявления военного положения. Посольство призвало британских граждан следовать указаниям местных властей и избегать участия в политических демонстрациях[267].
- Италия: Министерство иностранных дел настоятельно рекомендовало гражданам Италии придерживаться указаний местных властей. Оно также предупредило о возможных сбоях в работе интернет-соединения[268].
- Китай: Посольство Китая в Республике Корея призвало своих граждан, находящихся в стране, «сохранять спокойствие и обращать внимание на политические изменения». Оно попросило их «быть внимательней, сократить ненужные прогулки и с осторожностью выражать политические мнения»[269].
- Китайская Республика: Администрация президента и Исполнительный Юань заявили, что президент Лай Цзиндэ поручил сохранять бдительность в отношении возможных событий, чтобы обеспечить эффективное реагирование[270]. Законодательное собрание Демократической прогрессивной партии заявило в своём посте, который впоследствии был удалён, что введение президентом Юном военного положения было попыткой защитить конституционную демократию в стране. Однако пост был быстро удалён. В ответ Гоминьдан раскритиковал Демократическую прогрессивную партию, обвинив её в разжигании общественных беспорядков и использовании ситуации в политических целях, утверждая, что она обосновала «поддержку военного положения» под видом недовольства партий[271].
- Россия: Пресс-секретарь президента России Дмитрий Песков заявил, что ситуация «вызывает беспокойство» и что она находится под наблюдением[272].
- Сингапур: Посольство Сингапура в Республике Корея опубликовало пост в Facebook, в котором призвало сингапурцев «сохранять спокойствие и следить за новостями». Посольство также отметило, что объявление военного положения «похоже, не связано с какими-либо военными вторжениями»[273].
- США: Совет национальной безопасности США заявил, что он внимательно следит за ситуацией[274]. Представитель Государственного департамента США Ведант Патель выразил «серьёзную обеспокоенность» происходящими событиями, подтвердив при этом «нерушимый» союз США с Республики Корея[275].
- Филиппины: Министерство иностранных дел призвало филиппинцев, находящихся в стране, сохранять спокойствие и прислушиваться к рекомендациям местного правительства[276].
- Франция: Министерство иностранных дел выпустило предупреждение о поездках в регион[266]. Посольство Франции в Республике Корея в экстренном уведомлении заявило, что внимательно следит за развитием событий после объявления военного положения. Оно призвало граждан Франции следовать указаниям местных властей и избегать участия в политических демонстрациях[277].
- Япония: Министерство иностранных дел посоветовало своим гражданам в Республике Корея сохранять бдительность, отметив, что детали мер военного положения все ещё неясны, и призвав их следить за обновлениями[278].